# Zeta Andromedae
Zeta Andromedae (Zeta And, ζ Andromedae, ζ And), som är stjärnans Bayerbeteckning, är ett stjärnsystem i södra delen av stjärnbilden Andromeda. Konstellationen har en genomsnittlig skenbar magnitud på ungefär +4,08. Baserat på parallaxmätningar befinner den sig på ett avstånd av ca 189 ljusår (58 parsek) från solen.

## Egenskaper
Zeta Andromedae är en spektroskopisk dubbelstjärna vars primära del klassificeras som en orange jättestjärna av typ K. Förutom ljusstyrkans variation på grund av primärstjärnans elliptiska form, är systemet också en variabel stjärna av typen RS Canum Venaticorum. Dess ljusstyrka varierar från magnitud +3,92 till +4,14 med en period på 17,77 dygn. Den sekundära komponentens omloppstid är även den 17,77 dygn.

## Komponenter
Ett antal visuella följeslagare till den förmörkade dubbelstjärnan har observerats. Komponent B har gemensam rörelse med primärstjärnan, men komponenterna C och D är förmodligen endast liggande i siktlinjen utan någon fysisk förening.